# القرون (المحويت)

تعديل مصدري - تعديل

القرون هي إحدى قرى عزلة الوسط بمديرية المحويت التابعة لمحافظة المحويت، بلغ تعداد سكانها 472 نسمة حسب تعداد اليمن لعام 2004.